# Evagetes littoralis
Evagetes littoralis är en stekelart som beskrevs av Wesmael 1851. Evagetes littoralis ingår i släktet Evagetes, och familjen vägsteklar. Arten har ej påträffats i Sverige.